# Don Ohl
Donald Jay Ohl, detto Don (Murphysboro, 18 aprile 1936 – Saint Louis, 2 dicembre 2024), è stato un cestista statunitense, professionista nella NBA.

## Carriera
Venne selezionato dai Philadelphia Warriors al quinto giro del Draft NBA 1958 (36ª scelta assoluta).

## Palmarès
- Campione AAU (1960)
- 5 volte NBA All-Star (1963, 1964, 1965, 1966, 1967)